# Rosa Bonet Ramiro
Rosa María Bonet Ramiro ( Madrid, 1963 ) es una árbitra de fútbol española, considerada como la primera árbitra en su país. Dirigió partidos nueve temporadas, desde 1979 a 1987. Retirada por una lesión tras un accidente, siguió vinculada al balompié, como informadora de árbitros. tarea en la que también fue pionera. 

## Trayectoria
Aficionada por tradición familiar al Atlético de Madrid, empezó a acudir a ver partidos en el Estadio Vicente Calderón con 12 años, Y a los 16 años decidió ser árbitra de fútbol. Hizo el cursillo que exigía el Colegio de Árbitros y ese mismo año, el 22 de abril de 1979, debutó en su primer partido, en la antigua Ciudad Deportiva del Real Madrid, con gran eco en los medios de comunicación. 
A pesar de las muchas dificultades burocráticas y prejuicios estamentales, logró el carné de árbitro el 1 de septiembre de 1980. 
Arbitró partidos de infantiles y juveniles y no pudo ascender porque una circular del Comité Técnico de Árbitros prohibía a las mujeres arbitrar encuentros de categoría superior, basándose en una supuesta normativa internacional. 
Pero Rosa, reivindicativa, interpeló a la FIFA por esa norma, y el organismo negó que existíera una normativa de ese tipo, cuando además, fomentaba la no discriminación. Una vez derogada la circular española en 1986,  pudo arbitrar encuentros de Tercera Regional esa temporada. 
Formó parte de la Asociación Nacional de Árbitros de Fútbol Españoles (ANAFE), que entre finales de los 70 y principios de los 80, lucho por los derechos de los colegiados frente la Real Federación Española de Fútbol.
Al año siguiente, una lesión tras un accidente de moto, la retiró de la competición. Siguió vinculada al fútbol como informadora de árbitros actividad. Como monitora en campus de fútbol coincidió con las entonces promesas del fútbol, Ander Herrera, Andrés Iniesta... También fue Delegada de Madrid en el campeonato de España de Selecciones Femeninas . 
Ha sido referente para posteriores generaciones de árbitras como Marta Huerta de Aza, primera mujer en dirigir un encuentro de Segunda División (2024) y que lo ha reconocido en diversas ocasiones. 